# Mycobacterium africanum
Mycobacterium africanum és una espècie de micobacteri que es troba generalment als països de l'oest d'Àfrica, on causa fins a un quart dels casos de tuberculosi en països com ara Gàmbia. Els símptomes de la infecció s'assemblen als que provoca M. tuberculosis. Només infecta els humans i es transmet per l'aire.